# Алиса Бургундская (графиня Осера)
Алиса Бургундская (фр. Alix de Bourgogne; 1251—1279) — графиня Осера, дама де Сент-Эньян и де Монже с 1273, дочь Эда Бургундского, наследника герцога Бургундии Гуго IV, и Матильды II де Бурбон-Дампьер, дамы де Бурбон и де Донзи, графини Невера, Осера и Тоннера.

## Биография
Алиса - третья из четырёх дочерей Эда Бургундского, старшего сына и наследника Гуго IV, от брака с Матильдой II де Бурбон-Дампьер, владевшей бургундскими графствами Невер, Осер и Тоннер. Её мать умерла в 1262 году, и поскольку дочери были несовершеннолетними, графствами продолжал управлять Эд Бургундский.
После его смерти (1266) старшая из дочерей, Иоланда, рассчитывала получить все три графства. Однако с этим не согласились её сёстры, обратившиеся с жалобой в Парижский парламент. Дело рассматривалось несколько лет. В итоге в 1273 году в День всех святых было утверждено разделение наследства. За Иоландой закреплено графство Невер, вторая сестра, Маргарита, получила Тоннер, а Алиса — графство Осер, сеньории Сент-Эньян и Монже. Четвёртая (младшая) сестра, Жанна, к тому времени умерла (в 1271 году). 
После смерти Алисы (1279) её владения унаследовал единственный сын Гильом (первоначально находился под опекой отца).

## Брак и дети
Муж: с 1 ноября 1268 Жан I де Шалон-Осер (1243 — 10 ноября 1309), сын Жана I де Шалона,  сеньор де Рошфор с 1266, граф Осера (по праву жены) с 1273. Дети:
- Гильом де Шалон-Осер (1270—1304), граф Осера и сеньор де Сент-Эньян и де Монже с 1279.